# ألفرد أينشتاين
ألفرد أينشتاين (بالألمانية: Alfred Einstein) (و. 1880 – 1952 م) هو كاتب، وعالم موسيقى، ومؤرخ موسيقى، وأستاذ جامعي، وكاتب سير ذاتية، وناقد موسيقي، وملحن، وصحفي من ألمانيا، والولايات المتحدة، ولد في ميونخ، توفي في إل سيرريتو، كونترا كوستا، كاليفورنيا، عن عمر يناهز 72 عاماً.

## التعليم
تعلم في جامعة لودفيغ ماكسيميليان في ميونخ، وجمنازيم ويتبولد ‏.

## روابط خارجية
- ألفرد أينشتاين على موقع الموسوعة البريطانية (الإنجليزية)
- ألفرد أينشتاين على موقع مونزينجر (الألمانية)
- ألفرد أينشتاين على موقع ميوزك برينز (الإنجليزية)